# Eutelia albidisca
Eutelia albidisca là một loài bướm đêm trong họ Noctuidae.